# L'oro di Roma
L'Oro di Roma ("Het goud van Rome") is een Italiaans-Franse langspeelfilm uit 1961 in zwart-wit, geregisseerd door Carlo Lizzani. De hoofdrollen worden vertolkt door Jean Sorel, Gérard Blain en Anna Maria Ferrero. De film kwam in 1963 in Nederland uit.

## Verhaal
De film is gebaseerd op waargebeurde feiten. In oktober 1943 eisten de Duitse bezetters van Rome onder Albert Kesselring van de Joodse gemeenschap binnen 24 uur vijftig kilogram goud, zo niet zouden tweehonderd mannen gegijzeld worden. Dat zorgt voor spanning en verdeeldheid in het getto. De bewoners van het getto die gehoorzaamden aan het bevel dachten dat ze hiermee de vrijheid afkochten, maar achteraf bleek het een valstrik te zijn om het getto te ontruimen. De Joden die hun familiejuwelen kwamen inleveren werden opgepakt en naar vernietigingskampen afgevoerd.
De film volgt een aantal personages tijdens deze gebeurtenissen, waaronder het joodse meisje Giulia (Anna Maria Ferrero), dat trouwen wil met de katholieke Massimo (Jean Sorel). Giulia was het vroegere vriendinnetje van de jonge militant Davide (Gérard Blain) die in het gewapend verzet gaat.

## Rolverdeling
| Acteur             | Personage                                      |
| ------------------ | ---------------------------------------------- |
| Gérard Blain       | Davide                                         |
| Anna Maria Ferrero | Giulia                                         |
| Jean Sorel         | Massimo                                        |
| Andrea Checchi     | Ortona, de vader van Giulia                    |
| Paola Borboni      | Rosa                                           |
| Umberto Raho       | Beniamino, de rabbijn                          |
| Filippo Scelzo     | Ludovico, voorzitter van de Joodse gemeenschap |